# Фторид германия(IV)
Фтори́д герма́ния(IV) (четырёхфтористый германий, тетрафторгерман, тетрафторид германия) — бинарное неорганическое соединение металла германия и фтора с формулой GeF4. Бесцветный газ, дымящийся на воздухе, гидролизуется водой.

## Получение
- Разложение гексафторогерманата бария:

{\displaystyle {\mathsf {Ba[GeF_{6}]\ {\xrightarrow {700-750^{o}C}}\ GeF_{4}+BaF_{2}}}}
- Фторирование металлического германия:

{\displaystyle {\mathsf {Ge+2F_{2}\ {\xrightarrow {}}\ GeF_{4}}}}
- Реакция оксида германия(IV) с фторидом бора:

{\displaystyle {\mathsf {3GeO_{2}+4BF_{3}\ {\xrightarrow {}}\ 3GeF_{4}+2B_{2}O_{3}}}}

## Физические свойства
Фторид германия(IV) при нормальных условиях представляет собой бесцветный газ. Термически устойчив до ≈1000 °C.

## Химические свойства
В присутствии влаги реагирует со стеклом.
Образует аддукты с четырехфтористой серой и диметилсульфоксидом.
- Гидролизуется водой:

{\displaystyle {\mathsf {3GeF_{4}+2H_{2}O\ {\xrightarrow {}}\ GeO_{2}\downarrow +2H_{2}[GeF_{6}]}}}
- Растворяется в жидком HF с образованием германофтористоводородной кислоты:

{\displaystyle {\mathsf {GeF_{4}+2HF\ {\xrightarrow {}}\ H_{2}[GeF_{6}]}}}

## Безопасность
Токсичен. Сильно раздражает дыхательные пути.